# Caubeyres
Caubeyres település Franciaországban, Lot-et-Garonne megyében. Lakosainak száma 273 fő (2022. január 1.). Caubeyres Ambrus, Anzex, Damazan, Fargues-sur-Ourbise, Saint-Léon, Villefranche-du-Queyran és Saint-Pierre-de-Buzet községekkel határos.

## Népesség
A település népességének változása:
| Lakosok száma | 178  | 102  | 167  | 243  | 249  | 253  | 256  | 257  | 268  | 273  |
|               | 1968 | 1990 | 2006 | 2011 | 2015 | 2016 | 2018 | 2019 | 2021 | 2022 |